# Dan Tichon
Dan Tichon (en hébreu : דן תיכון), né le 5 janvier 1937 à Kiryat Haïm et mort le 30 septembre 2024 à Nesher, est un homme politique israélien.

## Biographie
Dan Tichon naît en 1937 à Kiryat Haïm (aujourd'hui un quartier de Haïfa) alors en Palestine sous Mandat britannique. Il sert comme officier dans l'Armée de défense d'Israël avant d'obtenir un diplôme en économie et relations internationales de l'Université hébraïque de Jérusalem.
De 1970 à 1974, il est conseiller du ministre du Commerce et de l'Industrie pour les zones de développement et de 1971 à 1981, Président du Conseil d'administration de la Société de logement et de développement. En 1977, il est nommé directeur général de la société de logement et de développement. Dans les années 2000, il est président de l'Autorité portuaire d'Israël, puis président de la Société de développement et d'actifs portuaires d'Israël, mais démissionne en janvier 2006 pour des problèmes de corruption.

## Carrière politique
En 1981, il est élu à la 10e Knesset sur la liste du Likoud. Il est membre des commissions des finances, des affaires intérieures et de l'environnement, du contrôle de l'État, de l'énergie et des sports. En 1984, Tichon est réélu et devient vice-président de la Knesset et membre des commissions des finances et de l'audit de l'État.
Réélu à la 12e Knesset, il continue à occuper le poste de vice-président et siéger dans les mêmes commissions, en devenant également président de la groupe d'amitié Israël-Allemagne.
À la 13e Knesset, il est président de la commission d'audit de l'État et membre de la commission des finances. En juillet 1996, il est nommé président de la 14e Knesset.
Il perd son siège de député lors des élections générales israéliennes de 1999 (15e Knesset).
En 2010-2011, Tichon a été président de la Task Force for International Cooperation on Holocaust Education, Remembrance, and Research, rebaptisée Alliance internationale pour la mémoire de l'Holocauste en 2013.

## Mort
Dan Tichon meurt le 30 septembre 2024 à l'âge de 87 ans.